# Museo Minero de Escucha
El Museo Minero de Escucha es un museo situado en las proximidades de la localidad turolense de Escucha (Aragón, España).
Emplazado en el interior de una antigua mina de lignito, llamada «Se Verá», es uno de los pocos museos mineros que se encuentran dentro de una mina auténtica, restaurada y acondicionada para la visita.

## La mina
Desde su apertura, a finales del siglo XIX, hasta la década de 1940, la titularidad del aprovechamiento del carbón de Se Verá la tuvo la empresa dirigida por los hermanos Argüelles; posteriormente, la titularidad de la explotación minera recayó sobre la Empresa Nacional Calvo Sotelo (ENCASO) hasta su cierre en 1968. Entre esa fecha y 1991 la mina fue utilizada por la empresa Minas y Ferrocarriles de Utrillas (MFU) para la ventilación de la vecina mina «Pozo Pilar». La plantilla de trabajadores en la mina fue variando a lo largo de los años, llegando a tener un máximo de 250 empleados en plantilla.
La mina abrió sus puertas como espacio museístico el 18 de julio de 2002.

## Espacio museístico

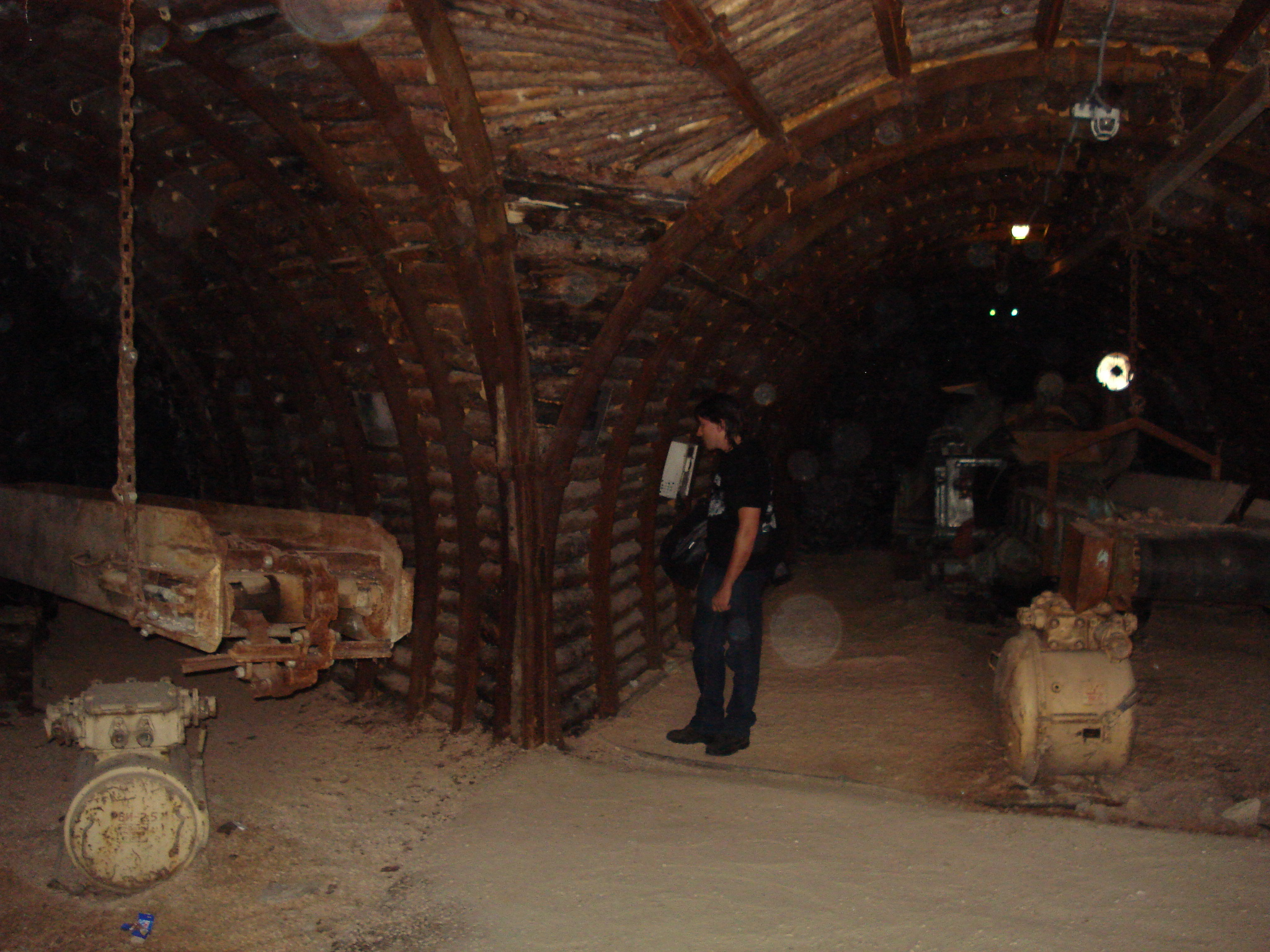
Interior del Museo Minero.

Antes de comenzar la visita a la mina, los visitantes han de dirigirse a la recepción —donde se ha habilitado una «lampistería»—, siendo equipados con material propio del trabajo minero, tales como un casco-linterna, una petaca alimentadora y un autorrescatador. Se accede al museo a través de la galería de entrada, descendiendo luego en dos vagonetas —similares a las utilizadas cuando la mina estuvo en activo— por un plano con un 33 % de desnivel hasta una profundidad cercana a los 200 metros.
Ya en el interior, dos galerías permiten contemplar diversos aspectos de la minería de interior así como los diversos modos de entibación empleada —cuadros metálicos y posteado tradicional en madera—. Además se exhiben recreaciones de las labores mineras y maquinaria diversa. Aunque la mayor parte de los tramos están iluminados con alumbrado fijo, en otros los visitantes deben encender su lámpara de casco, con el fin de dar mayor realismo al trayecto.
Al final de la visita se visita un antiguo tajo natural de carbón, posiblemente el único de estas características que puede ser visitado en España.
A la entrada del recinto se encuentra un pequeño ferrocarril minero así como una exposición cubierta que reproduce el interior de la mina con maquinaria pesada.